# Sclerophrys camerunensis
Sclerophrys camerunensis és una espècie de gripau de la família Bufonidae. El nom Amietophrynus camerunensis és obsolet des de l'estudi d'Ohler & Dubois del 2016. Va ser descrit com a Bufo camerunensis per Hampton Wildman Parker el 1936. Segons Rödel & Branch, S. camerunensis, S. togoensis i S. cristiglans s'assemblen molt i caldria una reavaluació acurada de l'estatut taxonòmic.

## Distribució
Habita a Camerun, República Centreafricana, República Democràtica del Congo, Guinea Equatorial, el Gabon, Nigèria, possiblement en República del Congo i possiblement a Tanzània. Viu boscs tropicals o subtropicals fins a 1.000 metres d'altitud. Es reprodueix en llacs, estanys i rieres de cabal molt lent en boscos poc drenats.
En certes zones la població en pot minvar per mor de la deforestació, però roman en la categoria risc mínim de la Llista vermella.